# Horace de Callias

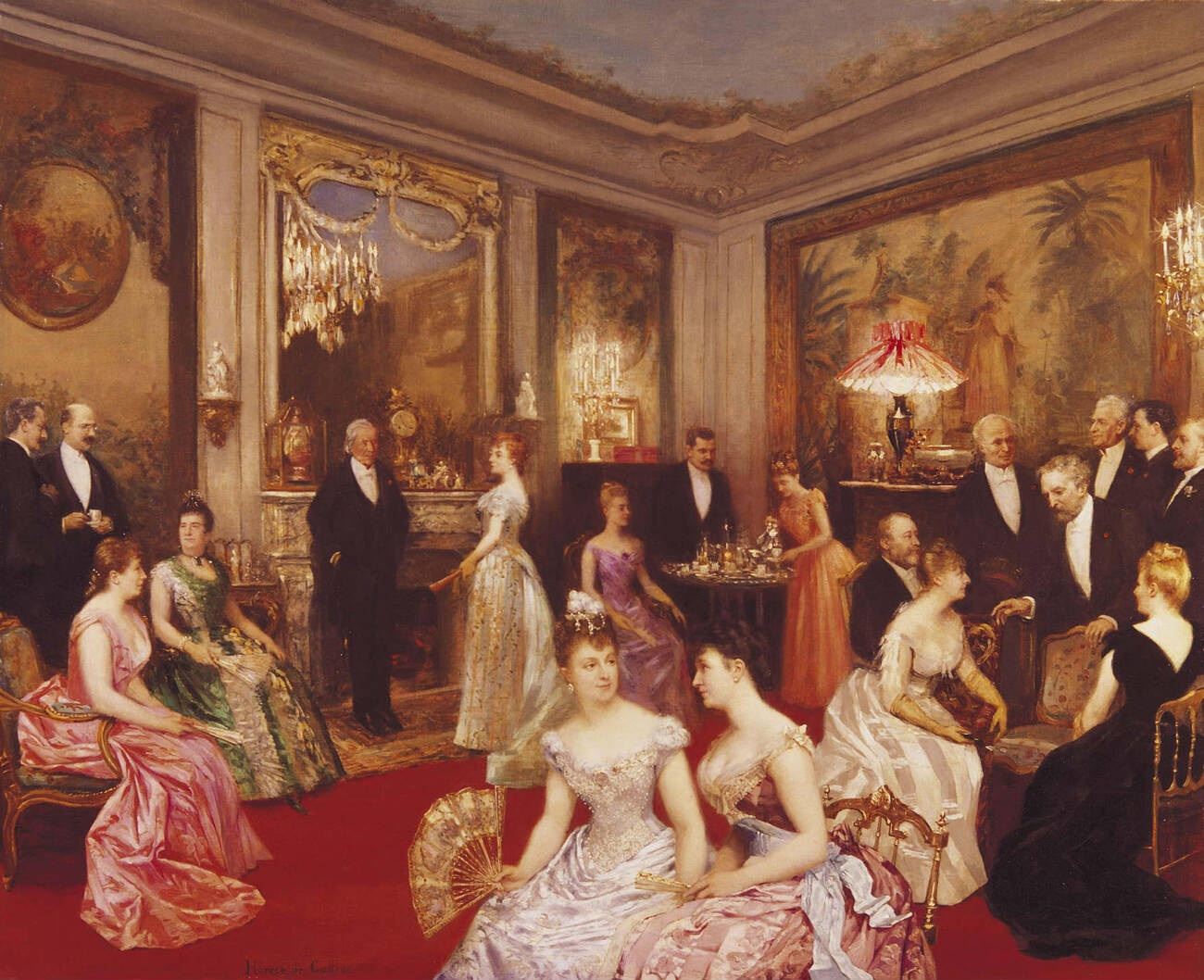
Eine elegante Abendgesellschaft

Horace de Callias (* 8. September 1847 in Paris; † 5. März 1921 ebenda) war ein französischer Genre- und Aktmaler.
Callias studierte an der École des beaux-arts de Paris und bei Alexandre Cabanel. Er zeigte seine Werke von 1870 bis 1891 beim Salon der Société des Artistes Français und später im Salon der Société nationale des beaux-arts.
Er malte Genrebilder aus dem Pariser Leben sowie meist mythologische Frauenakte.